# Дворец торжественных обрядов
Дворец торжественных обрядов (до 1964 года — Дом счастья) — двухэтажный особняк, расположенный в Новочеркасске (Ростовская область) на Московской улице, 47.

## Описание
Данный частный особняк возведён в 1880-е годы и принадлежал купцу 2-й гильдии Павлу Никитовичу Кирюнину. Фасад здания украшен большим количеством лепных форм. Художественный облик здания создают элементы стиля неоклассицизм. С левой стороны от центрального входа расположена арка ворот, наверху которой установлены два льва. Существует версия, что раньше в здании был публичный дом. Эту версию подтверждает Г. А. Семенихин в своём романе «Новочеркасск». Именно из-за этого, по всей видимости, и расположены по обе стороны от ворот два колесоотбойника — это элементы фаллического искусства. Раньше прибывающие господа офицеры привязывали к ним лошадей.
Здание достаточно хорошо сбереглось. Частичная реконструкция фасада была проведена в 1990 году. Хотя в документах название «Дом счастья» перестали указывать с 1964 года, оно продолжало употребляться по отношению к зданию вплоть до реконструкции. Ныне в здании функционирует городской ЗАГС.